# Dietrich Töllner
Dietrich Töllner (* 1966 in Oldenburg) ist ein deutscher Filmeditor.
Töllner studierte zunächst Literatur und Geschichte in Tübingen, danach war er als Gasthörer an der Hochschule für Fernsehen und Film München. Hier arbeitete er an 17 Filmprojekten in unterschiedlichen Arbeitsfeldern mit. Seit Ende der 1990er Jahre hat er sich auf den Bereich Schnitt spezialisiert und ist als freier Editor tätig.

## Filmografie (Auswahl)
- 2001: Ultima Thule (Kurzfilm)
- 2006: Die Sturmflut
- 2007: Manatu – Nur die Wahrheit rettet Dich
- 2008: Bis dass der Tod uns scheidet
- 2009: All You Need Is Love – Meine Schwiegertochter ist ein Mann
- 2010: Lotta & die alten Eisen (Fernsehserie, Folge 1)
- 2010: Die Frau des Schläfers
- 2012: Lotta & die großen Erwartungen (Fernsehserie, Folge 2)
- 2013: Bella Familia – Umtausch ausgeschlossen
- 2015: Unter Gaunern (Fernsehserie, 4 Folgen)